# Lucien Rebatet

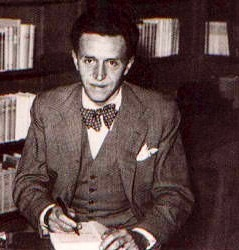
Lucien Rebatet

Lucien Rebatet (Moras-en-Valloire, 15 november 1903 - aldaar, 24 augustus 1972) was een Franse journalist en schrijver. Tijdens het interbellum was hij een van de intellectuele boegbeelden van het Franse fascisme. Tijdens de oorlog collaboreerde Rebatet met het Vichy-regime en nazi-Duitsland, en hiervoor werd hij na de oorlog veroordeeld. Hij bleef tot zijn dood trouw aan zijn ideeën maar wordt wel erkend als een groot literair talent.

## Levensloop
Rebatet werd geboren in de Drôme in een burgerlijk milieu als zoon van notaris Pierre Rebatet en zijn vrouw Jeanne Tampucci. Hij had een zus, Marguerite. Zijn grootvader langs moederskant was de dichter Hyppolite Tampucci, die bekendstond om zijn radicaal-linkse en republikeinse standpunten. Rebatet liep school bij de mauristen. Tijdens dit strenge schoolregime vond hij troost bij dichters als Baudelaire, Rimbaud en Verlaine. Hij stichtte een poëtische kring en schreef zelf verhalen en artikelen. Hij studeerden rechten en daarna letteren, eerst in Lyon en daarna aan de Sorbonne in Parijs. Zijn studies waren geen succes en hij verliet de universiteit zonder diploma.
Na zijn studie vervulde hij zijn dienstplicht en had hij baantjes in de verzekeringssector, tot hij april 1929 aan de slag ging als muziek- en filmrecensent bij L'Action française, de reactionaire en conservatieve krant van Charles Maurras. Hij schreef onder het pseudoniem François Vinneuil. In 1932 begon hij te schrijven voor Je suis partout, een weekblad voor politiek en literatuur. Door Rebatet en andere medewerkers als Robert Brassillach, Pierre Antoine Cousteau, Maurice Bardèche en Pierre Drieu la Rochelle werd het weekblad een spreekbuis voor antidemocratische en antisemitische standpunten. Hij verwijderde zich stilaan van de standpunten van Charles Maurras. Ondanks dat hij zich niet langer kon vinden in de conservatieve en royalistische standpunten van L'Action française bleef hij er werken als recensent tot 1940.
In 1933 huwde hij met Véronique Popovici. Het was een gelukkig huwelijk dat kinderloos bleef.
In 1939 moest Rebatet onder de wapens maar hij zag geen actie. In 1940 trok hij eerst naar zijn geboortedorp en vervolgens naar Vichy. Hij kon daar niet aarden en trok weer naar Parijs. Hij hernam zijn werk bij Je suis partout en kende daar groot succes. In 1941 publiceerde Rebatet twee antisemitische en anticommunistische pamfletten: Les Tribus du cinéma et du théâtre en Le Bolchévisme contre la civilisation. Het jaar erop volgde de publicatie van Les Décombres (Kroniek van de nederlaag), waarin hij op scherpe wijze afrekende met iedereen die hij verantwoordelijk achtte voor de Franse nederlaag, inclusief Maurras en het Vichy-regime. Dit boek werd een enorm verkoopsucces. Na de nederlaag van de Duitsers bij Stalingrad zag Rebatet in dat de oorlog verloren was, maar hij verbond zich aan de Parti populaire français van Jacques Doriot, een radicale partij binnen de collaboratie.
Onder dreiging van een moordaanslag door het Franse verzet vluchtte Rebatet in de zomer van 1944 met andere Franse collaborateurs zoals Louis-Ferdinand Céline naar Sigmaringen in Duitsland. Op 8 mei 1945 werd Rebatet opgepakt. Hij werd op 18 november 1946 samen met Pierre Antoine Cousteau ter dood veroordeeld. Schrijvers als Jean Paulhan, Georges Bernanos, Roger Martin du Gard, Roland Dorgelès, Pierre Mac Orlan, Jean Anouilh, Albert Camus, François Mauriac, Paul Claudel en Marcel Aymé ondertekenden een petitie waarin ze gratie vroegen voor Rebatet. Die werd op 12 april 1947 verleend door de Franse president en zijn straf werd omgezet in levenslange dwangarbeid.
Zijn meesterwerk Les Deux Étendards verscheen in 1951. Het werd een kritisch maar geen populair succes. Op 16 juli 1952 werd hij vrijgelaten. Om de eindjes aan elkaar te knopen begon hij in 1953 terug te schrijven als recensent onder het pseudoniem François Vinneuil. Ondertussen bleef hij actief als auteur. In 1953 verscheen zijn tweede roman Les épis mûrs. In 1958 kon hij aan de slag als journalist bij Rivarol.
In 1972 stierf Rebatet aan een hartaanval.

## Werken

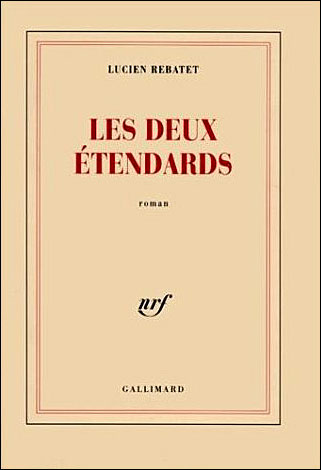
Les Deux Étendards

In 1936 begon Rebatet met de redactie van een roman die hij nooit zou voltooien. Het jaar erop begon het te schrijven aan Les Deux Étendards. In Sigmaringen bleef Rebatet schrijven aan dit werk en in zijn dodencel werkte hij dag en nacht om dit werk af te krijgen. Na de omzetting van zijn straf schreef hij in 1950 in de gevangenis van Clairvaux, samen met Cousteau, Dialogue de vaincus. In die periode voltooide hij ook Les Deux Étendards. Deze roman en zijn tweede roman Les épis mûrs verschenen bij Gallimard, maar deze uitgever weigerde zijn derde roman Margot l'enragée. Een vierde roman, La Lutte finale, bleef onvoltooid. 
- Une contribution à l'histoire des Ballets russes, 1930 (brochure)
- Le Bolchévisme contre la civilisation, 1941 (pamflet)
- Les Tribus du cinéma et du théâtre (als François Vinneuil), 1941 (pamflet)
- Les Décombres, 1942 (Vertaald als Kroniek van de nederlaag)
- Les Deux Étendards, 1951 (roman)
- Les Épis mûrs, 1954 (roman)
- À Jean Paulhan, 1968
- Une Histoire de la musique, 1969